# Walter Mauder

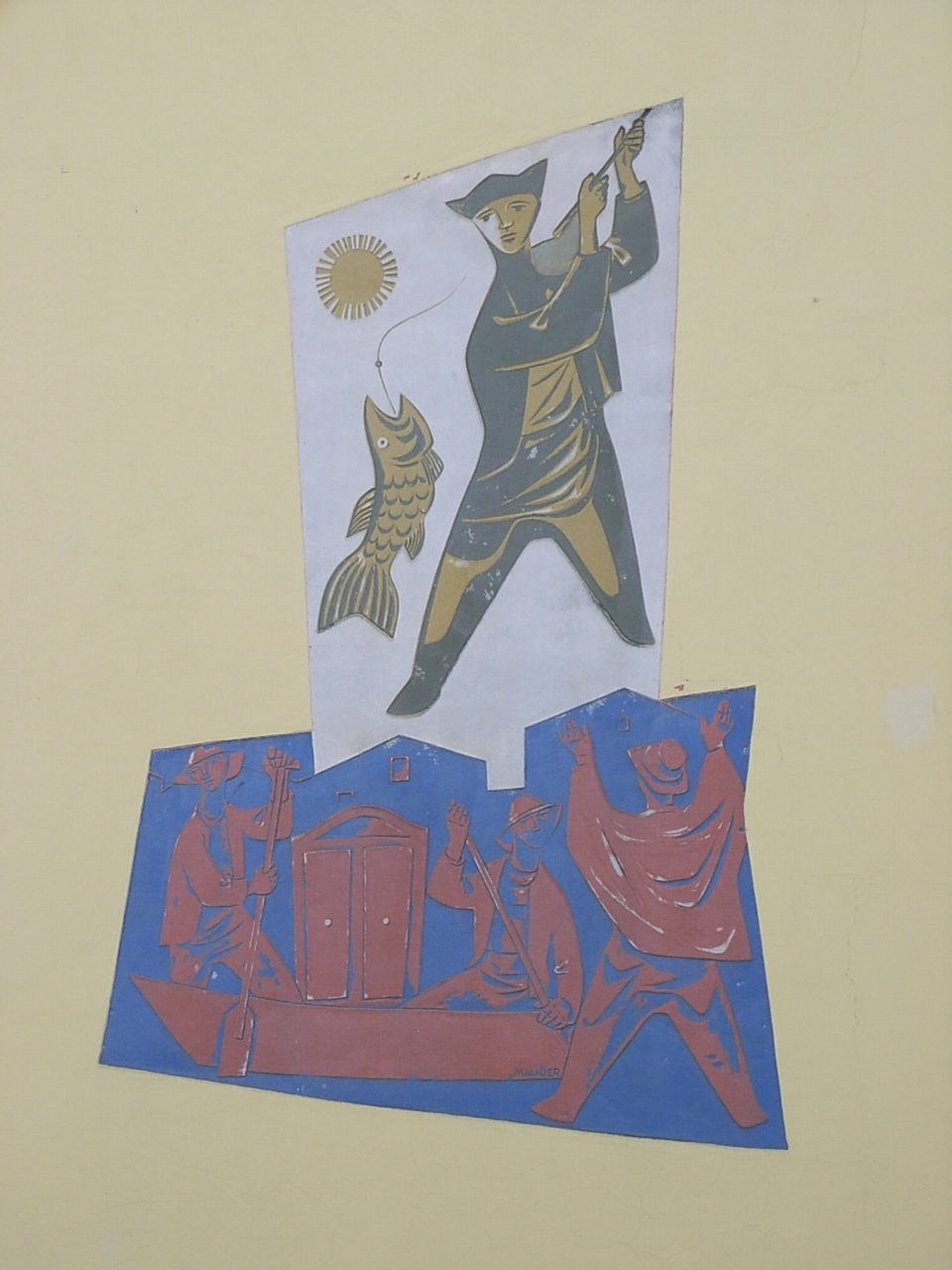
Wandmalerei von Walter Mauder an einem Haus in Passau

Walter Mauder (* 6. Dezember 1913 in Zwiesel; † 31. Dezember 1999 ebenda) war ein deutscher Maler.

## Leben
Walter Mauder war der Sohn des Direktors der Glasfachschule Zwiesel, Bruno Mauder und dessen Ehefrau Ella, geborene Reithuber. Walter Mauder besuchte die Oberrealschulen in Passau und Regensburg. 1933 bis 1936 studierte er an der Akademie für angewandte Kunst München. 
Nach der Diplomprüfung kehrte er nach Zwiesel zurück, wo er fortan als freischaffender Künstler lebte. Seit 1939 Kriegsteilnehmer, wurde er 1943 schwer verwundet. 1944 begann er seine Lehrtätigkeit an der Glasfachschule. 1947 war er Mitbegründer der Künstlervereinigung Donau-Wald-Gruppe.
Mit dieser Künstlervereinigung nahm er an etwa 140 Ausstellungen teil und präsentierte seine Werke in zahlreichen Galerien. Seine Spezialität wurde die Wandmalerei. Zahlreiche Gebäude in Bayern tragen außen oder innen seine Gemälde, Mosaiken sowie Intarsien in Holz- und Stein. Er betätigte sich auch in der Hinterglasmalerei und bemalte Gläser sowie Bauernmöbel. 1996 war er Mitbegründer der Kunstsammlung Ostbayern in Hengersberg. 
Werke von Walter Mauder finden sich im Oberhausmuseum Passau, im Städtischen Museum Regensburg, in der Fränkischen Galerie Nürnberg, Bayerischen Staatsgemäldesammlung München und im Städtischen Museum Burghausen.
Walter Mauder, der seit 1938 mit Gisela von Rohden verheiratet war und Vater der Töchter Monika und Gundel wurde, ist auf dem Zwieseler Friedhof begraben.

## Auszeichnungen
- Deutscher Albrecht-Dürer-Preis Nürnberg (1942)
- Bundesverdienstkreuz am Bande (15. September 1980)
- Kulturpreis des Bayerischen Wald-Vereins (1980)
- Mitglied der Accademia Italia della Arti e del Lavoro (1980)
- Siegel der Stadt Passau[1]
- Goldene Ehrennadel des Kunstvereins Passau
- Kulturpreis des Landkreises Regen (1998)